# 渡久地択
渡久地 択（とぐち たく、1984年4月29日 - ）は、日本の実業家。AI inside株式会社創業者で、同社代表取締役社長CEO。

## 人物・来歴
愛知県生まれ。2003年に愛知県立西春高等学校卒業後、起業家を志して大学を1年で中退し、2004年から人工知能の研究開発を始める。2010年のsocialwave、2011年のIQUE、2012年のSPACEBOY、2013年のthinkapartmentと、資金集めのため、グルメサイト事業などで数社を設立。2014年データサイエンス総合研究所設立、代表理事。2015年AI inside設立。同社代表取締役社長CEOを務め、書類をデジタルデータ化するSaaS事業などを展開し、2019年には東京証券取引所マザーズへの上場を果たした。その後社会のデジタル化の進展やコロナ禍を受け、株価が大幅に上昇し、2021年までに純資産約950億円の資産家となった。趣味は読書。